# Dicliptera miscella
Dicliptera miscella är en akantusväxtart som beskrevs av R.M. Barker. Dicliptera miscella ingår i släktet Dicliptera och familjen akantusväxter. Inga underarter finns listade i Catalogue of Life.